# 美術館 (パズル)

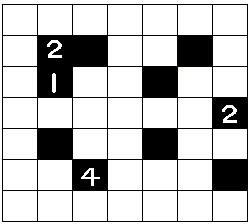
ペンシルパズル美術館の例題

美術館（びじゅつかん）は、配置された数字と黒マスを元に盤面に照明を配置するペンシルパズルの一つである。
他の多くのパズルと同様、解答は一意に定まるように作られている。

## ルール
1. 黒マスに書かれた数字は、その黒マスに隣接する白マスに配置される照明の数を表す。
2. 照明が配置されているマスからは縦横に光が出て、光は黒マスか外枠に当たるまで直進する。
3. 盤面の全ての白マスには、照明からの光が当たっていなければならない。
4. 照明が配置されているマスには、他の照明からの光が当たってはならない。

## 歴史
『パズル通信ニコリ』の「オモロパズルのできるまで」コーナーで誕生。初登場は95号。

## 解法
美術館を解くのに試行錯誤は要求されないことが多い。多くの解答パターンが存在し、解答者はそれを見つけていくことで容易に解けるようになる。
- 黒マスに書かれた数字と、その黒マスに隣接する白マスの数が一致している場合、隣接する白マス全てに照明が配置される。これは、解く上でのやさしい入り口の1つとなる。
- 照明から出た光が、別の数字の書かれた黒マスの手掛かりとなる問題は多い。
- いくつかの問題では、縦横のどのマスにも照明を配置できないマスが存在する。このマスは照明に確定するため、新たなヒントを提示することになる。
- 3の斜めや盤面の外枠に接した2の斜め、盤面の隅の1の斜めは、そこに照明があると決められた数の照明が配置できなくなってしまうため、照明が配置されないマスとなる。これによって、照明が配置されるマスが決まることもある。

理論的には、美術館の可解性判定問題はNP完全である事が知られている。従って、P≠NP予想が否定的に解決されない限り、原理的には試行錯誤を必要とする問題が存在することになる。

## コンピュータゲーム
ハドソンから2007年3月8日にニンテンドーDS・パズルシリーズVol.12『美術館』が発売された。また、2011年6月2日には同社発売の『数独と3つのパズル～ニコリのパズルバラエティ～』にて美術館が収録。
他にはニンテンドーDS用ソフトとしてジャレコが2006年9月28日に発売した『眠れない夜とパズルの日には…。』にも美術館が収録されている。